# Hermann Paasche
Hermaan Paasche (ur. 24 lutego 1851 w Burg, zm. 11 kwietnia 1925 w Detroit) – niemiecki ekonomista i statystyk, profesor uniwersytetów w Rostocku i Marburgu a także politechniki w Berlinie, polityk Narodowej Partii Liberalnej (niem. Nationalliberale Partei, NLP), w latach 1881–1884 i 1893–1918 poseł do Reichstagu, dwukrotnie jego wiceprzewodniczący – w latach 1903–1909 i  1912–1918 .
Stworzył tak zwany indeks Paaschego, który stosuje się do badania ewolucji cen.

## Życiorys
Hermaan Paasche urodził się 24 lutego 1851 roku w Burg. Po zdaniu matury w 1870 roku, kształcił się na rolnika. Od 1872 roku studiował ekonomię na uniwersytecie w Halle, m.in. u Johannesa Conrada (1839–1915). W 1875 roku uzyskał tytuł doktora, broniąc pracę napisaną pod kierunkiem Conrada „Die Geldentwertung zu Halle a. S. in den letzten Decennien dieses Jahrhunderts – I. Teil: Die Ursachen einer Geldentwerthung und ihre bisherige Auffassung”. W 1877 roku, po napisaniu pracy „Über die Entwicklung der Preise und der Rente des Immobiliarbesitzes« in der er Hausverkäufe und Mietentwicklung, aber in einer Fußnote auch die Kosten des Studiums in Halle untersuchte. Seine Antrittsvorlesung hielt er zum Thema: »Über den Staat und seine volkswirtschaftlichen Aufgaben” zdobył stopień doktora habilitowanego.
W 1879 roku, przez jeden semestr, zajmował stanowisko profesora na uczelni RWTH Aachen w Akwizgranie, po czym pracował na uniwersytecie Rostocku, od 1884 roku na uniwersytecie w Marburgu a 1897 roku na Uniwersytecie Technicznym Berlinie.
Paasche angażował się w działalność polityczną – w latach 1881–1884 był posłem do Reichstagu, gdzie reprezentował Rostock z ramienia liberalnej partii Liberale Vereinigung. W latach 1893–1918 zasiadał po raz drugi w Reichstagu, z ramienia Narodowej Partii Liberalnej (niem. Nationalliberale Partei, NLP). W latach 1903–1909 oraz 1912–1918 był wiceprzewodniczącym Reichstagu. Jednocześnie w latach 1894–1908 zasiadał w pruskim Landtagu. W 1906 roku złożył profesurę, by poświęcić się wyłącznie działalności politycznej.
Odegrał ważną rolę w przezwyciężeniu kryzysu niemieckiej gospodarki cukrowej poprzez odejście od protekcjonizmu w kierunku polityki wolonorynkowej. Miał duży wpływ na kształtowanie programu polityki gospodarczej Narodowej Partii Liberalnej, której prezydium był członkiem od 1898 roku.
W 1908 roku, w kontekście tzw. afery Daily Telegraph, ostro zaatakował publicznie cesarza Wilhelma II, co spotkało się z dezaprobatą jego partii. W kolejnych wyborach do pruskiego Landtagu nie został wybrany ponownie. W okresie I wojny światowej opowiadał się przeciwko nieograniczonej wojnie łodzi podwodnych (niem. U-Boot-Krieg) i popierał rezolucję pokojową uchwaloną przez Reichstag 19 lipca 1917 roku.
W 1919 roku wstąpił do Demokratische Volkspartei (DVP).
Zmarł 11 kwietnia 1925 w Detroit.

## Działalność naukowa
Zajmował się zagadnieniami z zakresu statystyki – opracował indeks cen, nazwany indeksem Paaschego. W latach 1890–1906 badał światowy rynek cukru.

## Publikacje
Lista prac podana za Neue Deutsche Biographie:
- Studie über die Nature der Geldwertung (1878)
- Zuckerindustrie und Zuckerhandel der Welt (1891)
- Die Zuckerproduktion der Welt (1905)